# 头序楤木
头序楤木（学名：Aralia dasyphylla）是五加科楤木属的植物。分布在印度尼西亚、马来西亚、越南、印度以及中国南部的浙江、安徽、四川、广东、福建、广西、湖北等地，生长于海拔200米至1,000米的地区，多生长在林缘、林中和向阳山坡，目前尚未由人工引种栽培。

## 别名
毛叶楤木（福建师范学院学报、中国高等植物图鉴）、雷公种（广州土名）、鸡？盼、牛尾木（广东乐昌土名）